# Salvator mundi con i quattro evangelisti
Il Salvator Mundi con i quattro evangelisti è un dipinto a olio su tavola trasportato su tela (203,5x282 cm) di Fra Bartolomeo, databile al 1514-1516 circa e conservato nella Galleria Palatina a Firenze.

## Storia
Come ricorda Vasari, il mercante fiorentino Salvatore Billi commissionò a Fra Bartolomeo la tavola del Salvatore (riferimento al nome del committente) con altri personaggi e due Profeti in tavole separate per la sua cappella collocata sotto l'organo della Santissima Annunziata a Firenze. La cappella era stata concessa il 17 luglio 1486 e verso il 1516 era stata trasformata con un impianto marmoreo disegnato da Piero di Jacopo Rosselli, ispirandosi a Baccio d'Agnolo e Michelangelo.
Verso il 1631 i Soldani, divenuti nel frattempo proprietari della cappella, cedettero al cardinale Carlo de' Medici le tre tavole, collocando nella cappella un San Rocco di Veit Stoss e una copia del Salvatore opera oggi attribuita a Domenico Pugliani, tavola oggi nel Museo del Cenacolo di Andrea del Sarto.
I tre dipinti originali vennero portati nel Casino di San Marco, ed entro il 1728 la tavola centrale era nell'appartamento del Gran Principe Ferdinando de' Medici, come pendant alla Madonna del Baldacchino di Raffaello. L'opera del Sanzio era arrivata nel 1687 e in una data vicina dovette arrivare anche il Salvatore. Nel 1799 la tavola fu rastrellata dai francesi e portata a Parigi dove, dopo un primo restauro nel 1801, fu trasferita su tela causando vari danni alla superficie pittorica (1806-1807); in quell'occasione se ne trasformò anche la forma, aggiungendo le due ali superiori che diedero alla pala la forma quadrata anziché centinata. Tornò nel 1816 con la Restaurazione.
I due profeti invece rimasero da un'epoca imprecisabile nella Tribuna degli Uffizi e nel secondo dopoguerra, con la ristrutturazione delle collezioni fiorentine, vennero destinati alla Galleria dell'Accademia.

## Descrizione e stile
La cappella marmorea all'Annunziata è tuttora esistente, e mostra una nicchia profonda con volta a botte affiancata da due semicolonne tuscaniche, due nicchiette e altre due semicolonne. Esse reggono una trabeazione su grosse mensole, su cui si trova l'organo della navata destra della basilica. Il tutto simula un arco di trionfo, con varie decorazioni a bassorilievo.
Isaia, profeta dell'annunciazione, occupava il riquadro sulla sinistra, il Salvatore la nicchia centrale e Giobbe, profeta della resurrezione, il lato destro. I cartigli dei due profeti si riferiscono strettamente alla visione del Salvatore: "Ecce Deus Salvator Meus" (Isaia 12:3) e "Ipse Erit Salvator Meus" (Giobbe 3:16). Nella sua cornice architettonica originale il Salvatore guadagnava in profondità e con gli elementi bloccati nello spazio, all'insegna di una solenne monumentalità.
Iconograficamente l'immagine manifesta la resurrezione di Cristo trionfante e la salvezza che egli offre, attraverso l'eucaristia, a cui si riferiscono l'iscrizione "Salvator Mu[n]D[i]", il calice, la patera e l'immagine circolare del mondo retto dai due putti, tutti sull'asse centrale. In esso, simbolo del potere di Gesù sulla Terra e del suo ruolo creatore, sono rappresentati i tre elementi dell'armonia universale: acqua, terra e cielo, illuminati dal sole nascente della nuova era cristiana.
I quattro evangelisti, attorno alla nicchia, formano un moto circolare attorno al Cristo, e simboleggiano i quattro punti cardinali e non hanno i tradizionali riferimenti al tetramorfo.